# Carl Rosa Opera Company

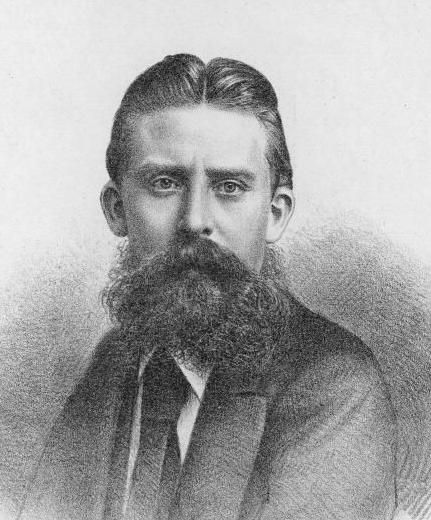
Carl Rosa

La Carl Rosa Opera Company fu fondata nel 1873 da Carl August Nicholas Rosa, un impresario musicale nato in Germania, per portare l'opera lirica in inglese a Londra e nelle province britanniche. La compagnia presentò molte opere nel Regno Unito, impiegando un misto di star della lirica e di giovani cantanti, raggiungendo nuovi ascoltatori dell'opera con biglietti a prezzo popolare. Sopravvisse alla morte di Rosa nel 1889 e continuò a presentare l'opera in inglese in tournée fino al 1960, quando fu obbligata a chiudere per mancanza di fondi. La compagnia fu rivitalizzata nel 1997, presentando per lo maggior parte opere più leggere, come quelle di Gilbert e Sullivan. La compagnia "fu probabilmente la più importante compagnia d'opera mai esistita nel Regno Unito".

## Contesto e storia

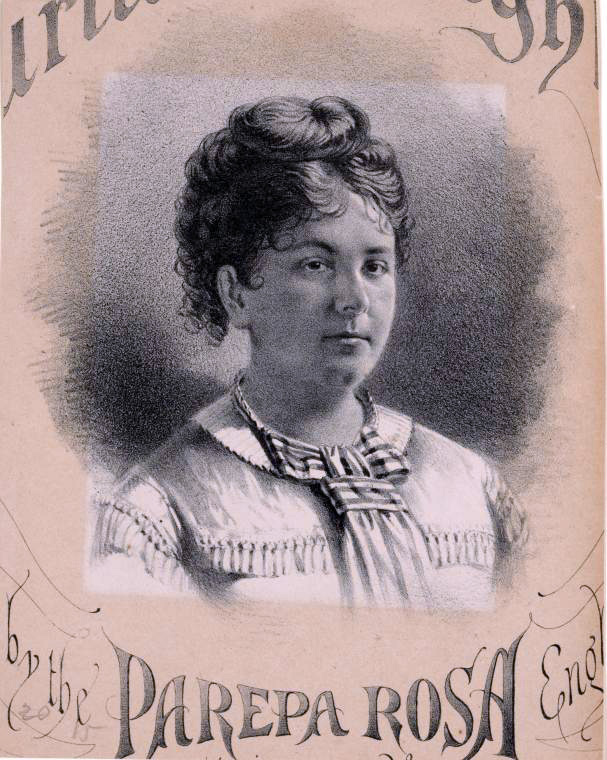
Euphrosyne Parepa-Rosa, 1836-1874

Carl Rosa nacque Karl August Nikolaus Rose ad Amburgo, Germania, figlio di un imprenditore locale. Bambino prodigio nel violino, Rosa studiò al Conservatorio di Lipsia ed a Parigi. Nel 1863 fu nominato primo violino ad Amburgo, dove ebbe occasionali opportunità di dirigere. Ben presto ebbe un notevole successo come direttore d'orchestra sia in Inghilterra che negli Stati Uniti. Durante un tour americano nel 1866-67 come direttore di una troupe di concerti che comprendeva il soprano d'opera scozzese Euphrosyne Parepa, Rosa e Parepa si sposarono.
Dal 1869 al 1872, Rosa e sua moglie portarono in tournée la propria compagnia d'opera attraverso l'America, con Parepa come star e Rosa come direttore. Portarono l'opera lirica in luoghi che non ne avevano mai vista nessuna, eseguendo opere italiane in lingua inglese, cosa che le rendeva più accessibili al pubblico americano.

## I primi anni
Nel 1872 i Rosa ritornarono in Inghilterra e visitarono anche l'Europa e l'Egitto. Nel mese di settembre dell'anno successivo, hanno inaugurato la "Carl Rosa Opera" con uno spettacolo di Maritana di William Vincent Wallace a Manchester, il 1º settembre e poi in tour in Inghilterra e Irlanda. La politica di Rosa era di presentare opere in lingua inglese e che è rimasta la pratica della compagnia. Parepa morì di parto nel mese di gennaio 1874 e Rosa si sposò una seconda volta nel 1881 a Josephine (morta nel 1927), dalla quale ebbe quattro figli. Nel novembre 1874, la Carl Rosa Opera fece la prima di molte visite in Scozia con una stagione di due settimane al Teatro Prince of Wales di Glasgow. La prima stagione Londinese della compagnia aprì al Princess's Theatre nel settembre del 1875, presentando Le nozze di Figaro di Mozart, con Charles Santley come Figaro e Rose Hersee come Susanna. Nel 1876, Rosa mise in scena una seconda stagione a Londra, che presentò la prima esecuzione in lingua inglese de l'Olandese Volante di Wagner, con Santley nel ruolo del protagonista.

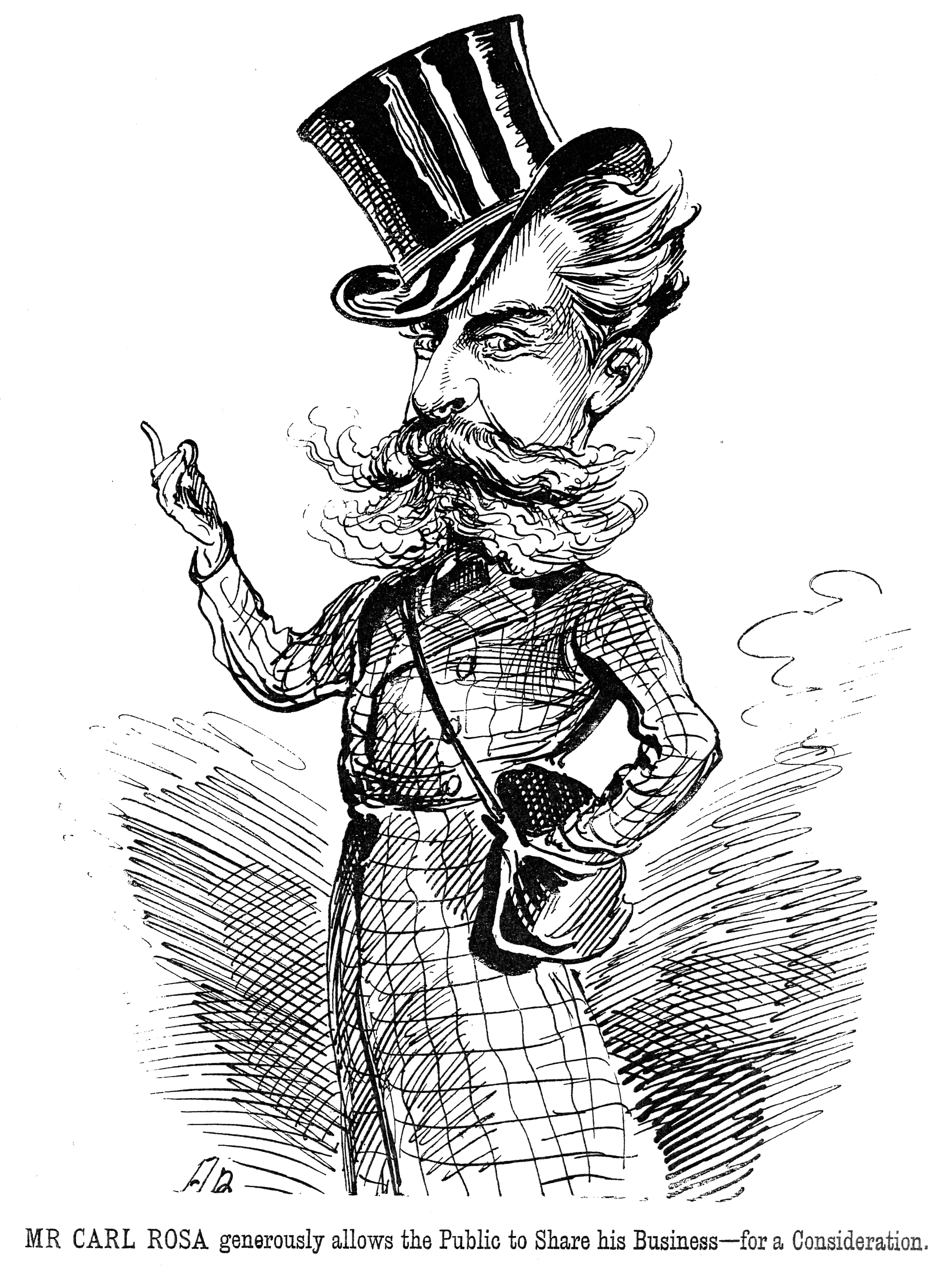
Disegno umoristico dall' Entr'acte, 1887

Per i successivi quindici anni, la compagnia prosperò ed ottenne ottime recensioni, con tournée provinciali e stagioni a Londra, spesso in collaborazione con Augustus Harris al Drury Lane Theatre. Tale fu il successo della compagnia che a un certo punto furono create tre compagnie itineranti Carl Rosa. Nell'ottobre del 1892 la Rosa's Grand Opera Company ricevette il riconoscimento reale, con uno spettacolo per il re de La figlia del reggimento di Donizetti al Castello di Balmoral. Il soprano franco-americano Zelia de Lussan cantç il ruolo dell'eroina, Marie, e Aynsley Cook "divertì enormemente la regina Vittoria come sergente Sulpice". Nel 1880 George Grove, redattore dell'autorevole opera di riferimento musicale, Dizionario di Grove di Musica e dei Musicisti, scriveva: "Il modo accurato con cui i pezzi vengono messi in scena, il numero delle prove, l'eminenza degli esecutori e l'eccellenza degli artisti hanno cominciato a portare il loro legittimi frutti e la Compagnia Carl Rosa Opera si propone di diventare una istituzione inglese permanente ".
La compagnia introdusse in Inghilterra per la prima volta molte opere di importanti repertori d'opera, eseguendo circa 150 diverse opere nel corso degli anni. Oltre Santley e Hersee, Blanche Cole, Minnie Hauk, Alice Esty, Georgina Burns, Joseph Maas, Barton McGuckin, Giulia Warwick e William Ludwig c'erano alcuni dei più famosi cantanti associati alla compagnia durante i suoi primi anni. I suoi successi comprendevano produzioni de Les deux journées di Cherubini (1875); L'olandese volante (1876), con Santley nel ruolo del protagonista; la prima produzione in lingua inglese di Carmen (1879), interpretata da Selina Dolaro nel ruolo della protagonista e Durward Lely come Don José; Rienzi (1879); Lohengrin (1880); Tannhäuser (1882) e la prima messa in scena britannica de La Bohème di Puccini (1897). Alberto Randegger fu direttore musicale della compagnia dal 1879 al 1885.
La compagnia incoraggiò e sostenne anche nuove opere di compositori inglesi. Pauline nel 1876 (Frederic Hymen Cowen), Esmeralda nel 1883 (Arthur Goring Thomas), Colomba nel 1883 e The Troubabour (Alexander Mackenzie) e The Canterbury Pilgrims nel 1884 (Charles Villiers Stanford) erano cinque delle opere commissionate dalla compagnia. Le opere precedenti di Wallace, Michael Balfe e Julius Benedict furono incluse nel repertorio della compagnia - non solo le opere tradizionali come The Bohemian Girl e Maritana, ma opere meno familiari come Satanella di Balfe (1858) e Lurline di Wallace (1860).

## Morte di Rosa; sopravvivenza della Compagnia

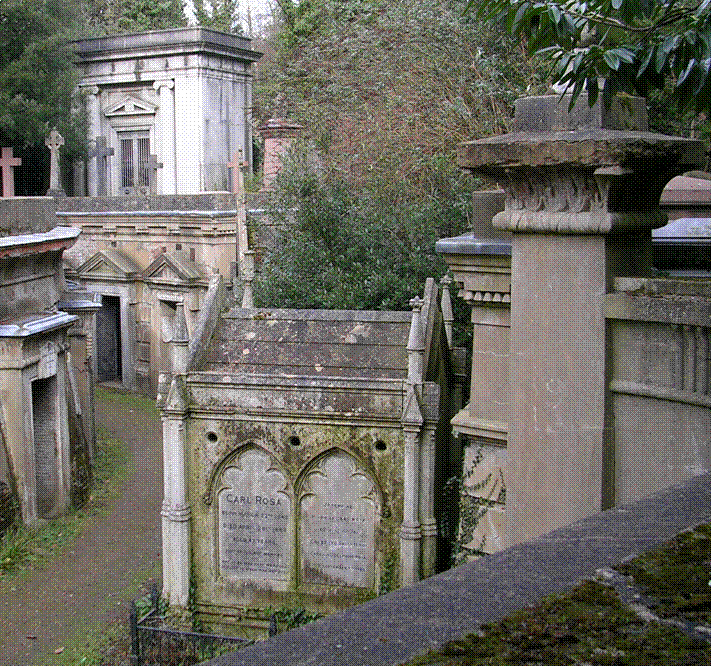
Tomba di Carl Rosa, Cimitero di Highgate, Londra.

Carl Rosa morì improvvisamente a Parigi, il 30 aprile 1889, e fu sepolto nel Cimitero di Highgate, Londra. Due anni prima della sua morte, Rosa aveva trasformato la sua impresa d'opera in una società a responsabilità limitata ed era in buona forma finanziaria e artistica al momento della sua morte. Hamilton Clarke fu nominato direttore della compagnia nel 1893. Nel 1897, la compagnia diede la prima rappresentazione britannica de La bohème di Puccini a Manchester sotto la supervisione del compositore. La compagnia diede poi una stagione al Covent Garden a prezzi ridotti, volta ad attirare "le masse" all'opera.
Verso il 1900 la compagnia si trovò ad affrontare problemi finanziari dai quali fu  salvata dal direttore Walter van Noorden e da suo fratello Alfred, che riprese e ripristinò gli standard finanziari e artistici. La compagnia presentò due stagioni al Covent Garden nel 1907, 1908 e 1909, inserendo nuove produzioni di Tannhäuser e Tristano e Isotta dirette da Eugène Goossens II. La compagnia sopravvisse alla prima guerra mondiale ed alla morte improvvisa di Walter van Noorden nel 1916, mentre era in tour per le province britanniche. Molti giovani cantanti britannici aderirono alla compagnia, tra questi Olive Gilbert, Parry Jones e Eva Turner, che  cantò i ruoli di Cio-Cio-San e Santuzza quando la compagnia presentò tre stagioni del dopoguerra al Covent Garden.
Nel 1924, dopo un'altra crisi finanziaria, H.B. Phillips divenne proprietario e direttore della compagnia, e la pose ancora una volta su una solida base finanziaria. Le stagioni regolari di Londra si alternano alle grandi gite provinciali negli anni venti e trenta. Anche se alcune produzioni dovevano essere ridotte durante la seconda guerra mondiale, la compagnia tuttavia presentò le stagioni a Londra e nelle province. I cantanti degli anni dal 1930 al 1940 comprendevano Dora Labbette, Joan Hammond, Heddle Nash, Norman Allin e Otakar Kraus. I direttori furono i rifugiati Walter Susskind (1942-44) Vilém Tauský (1945-49) e Peter Gellhorn.

## Fine della vecchia compagnia e nascita della nuova

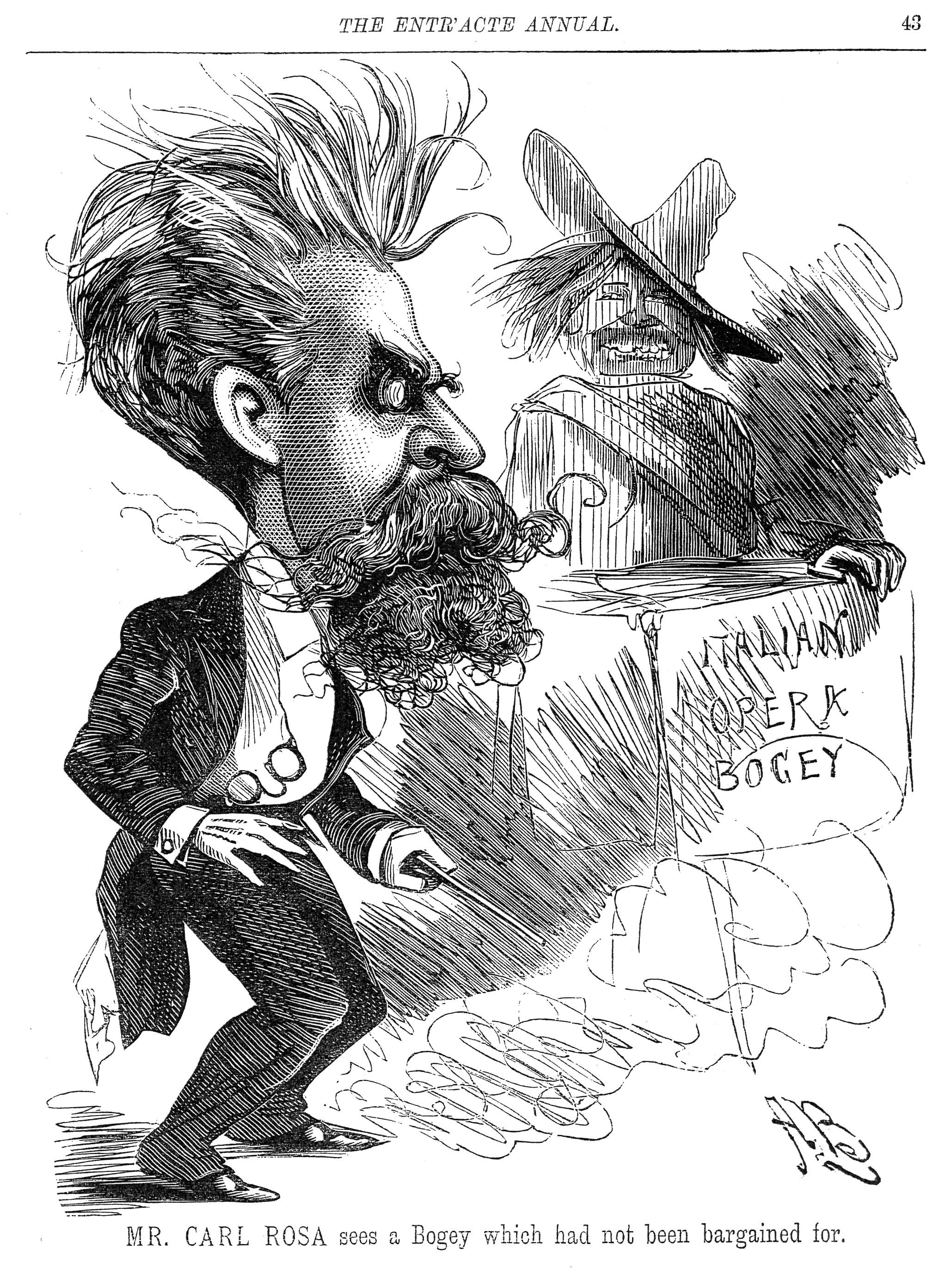
Carl Rosa sorpreso dallo spauracchio dell'Opera italiana in un fumetto del 1886 di Alfred Bryan

Phillips morì nel 1950. Nel 1953 fu costituito il Carl Rosa Trust in collaborazione con il Arts Council, che accettò di sovvenzionare l'azienda, ora diretta dalla vedova di Phillips, Annette. L'azienda diede stagioni al Teatro Sadler's Wells nel 1955 e nel 1956. Negli anni cinquanta il direttore musicale era Arthur Hammond. I cantanti durante questo periodo comprendevano il soprano drammatico Ruth Packer, il tenore Charles Craig e il baritono Joseph Ward. Le produzioni erano tradizionali, ma il repertorio comprendeva alcune rarità operistiche come Manon Lescaut di Puccini e Benvenuto Cellini di Berlioz.
Annette Phillips si ritirò come direttore della compagnia nel 1957 e fu sostituito dal professor Humphrey Procter-Gregg. Allo stesso tempo, il consiglio dell'Sadler's Wells Opera fece un tentativo per unire le due compagnie d'opera. Questo tentativo causò indignazione in alcuni ambienti d'opera e il direttore musicale del Sadler's Wells (Alexander Gibson) ed i dirigenti amministrativi (Norman Tucker e Stephen Arlen) si dimisero in segno di protesta. In risposta alla protesta, anche il consiglio della Welsh National Opera tentò di fondersi con la Carl Rosa Opera. Nel furore che ne derivò, Procter-Gregg si dimise, così come il presidente della Carl Rosa Trust, Sir Donald Wolfit e i fiduciari Astra Desmond e Norman Allin. The Arts Council, accusato nella Camera dei Lord di "fare del suo meglio per distruggere completamente [la compagnia Carl Rosa]", ritirò la sua sovvenzione. Il Carl Rosa Trust raccolse denaro privatamente e promosse una stagione di un mese al Prince's Theatre nel 1960, ma il sipario finale scese sulla compagnia dopo il Don Giovanni del 17 settembre 1960. Il Sadler's Wells assunse alcuni dei membri della compagnia e molti dei suoi impegni per tournée.
La nuova Carl Rosa Opera Limited fu rivitalizzata nel 1997 sotto la direzione artistica di Peter Mulloy. Da allora si è esibita nelle stagioni del West End e ha fatto tournée nel Regno Unito ed a livello internazionale, offrendo un nuovo repertorio di Gilbert e Sullivan, operette continentali ed alcune opere drammatiche, come La bohème, spesso eseguite nelle lingue originali. Tra i direttori recenti ci sono stati David Russell Hulme e Martin Handley. Tra gli amministratori si può citare Timothy West.